# Carlos Aalbers
Carlos Aalbers (Winssen, 1 mei 1964) is een Nederlands voormalig profvoetballer. Hij speelde van 1982 tot en met 1996 voor N.E.C. als middenvelder. Sinds 2022 is hij technisch directeur bij diezelfde club.

## Carrière
Aalbers kwam in 1980 vanaf RODA '28 bij N.E.C.. In 1982 kwam hij in het eerste team. Hij stopte in de zomer van 1995 maar kwam begin 1996 weer terug toen N.E.C. in degradatienood kwam. Nadat de club zich via de nacompetitie handhaafde zwaaide hij definitief af. Hij speelde nog voor de amateurs van GVVV uit Veenendaal en VV Ewijk uit Ewijk.

## Bestuurscarrière
Hij ging bij een sponsor van N.E.C. werken en werd later lid van de raad van commissarissen van de Nijmeegse club. Vanaf het seizoen 2007/08 was hij technisch directeur van N.E.C.. Op 20 september 2013 werd Aalbers ontslagen nadat hij net was teruggekomen van een maand ziek thuis. De opgegeven reden was een onoverbrugbaar verschil van inzicht.
Op 5 maart 2015 werd Aalbers gepresenteerd als technisch manager van Willem II per 23 maart. Een goed jaar later vertrok Aalbers naar FC Groningen om daar hoofd scouting te worden. Op 31 mei 2018 werd bekendgemaakt dat Aalbers aan de slag gaat bij AZ als hoofdscout. In november 2022 werd hij technisch directeur bij N.E.C.

## Carrière
| Seizoen | Club   | Wedstrijden | Doelpunten | Competitie     |
| ------- | ------ | ----------- | ---------- | -------------- |
| 1982/83 | N.E.C. | 23          | 1          | Eredivisie     |
| 1983/84 | N.E.C. | 31          | 2          | Eerste divisie |
| 1984/85 | N.E.C. | 31          | 2          | Eerste divisie |
| 1985/86 | N.E.C. | 30          | 2          | Eredivisie     |
| 1986/87 | N.E.C. | 20          | 0          | Eerste divisie |
| 1987/88 | N.E.C. | 34          | 1          | Eerste divisie |
| 1988/89 | N.E.C. | 33          | 1          | Eerste divisie |
| 1989/90 | N.E.C. | 32          | 0          | Eredivisie     |
| 1990/91 | N.E.C. | 31          | 0          | Eredivisie     |
| 1991/92 | N.E.C. | 21          | 3          | Eerste divisie |
| 1992/93 | N.E.C. | 29          | 1          | Eerste divisie |
| 1993/94 | N.E.C. | 31          | 0          | Eerste divisie |
| 1994/95 | N.E.C. | 28          | 0          | Eredivisie     |
| 1995/96 | N.E.C. | 11          | 0          | Eredivisie     |
| Totaal  |        | 385         | 13         |                |